# Zjizn zabavami polna
Zjizn zabavami polna (russisk: Жизнь забавами полна) er en russisk spillefilm fra 2001 af Pjotr Todorovskij.

## Medvirkende
- Irina Rozanova som Vera Nikolajevna
- Vladimir Simonov som Sergej
- Andrej Panin som Viktor
- Nelli Nevedina som Larisa Vasiljevna
- Roman Badjanov som Edik